# Soner Dikmen
Soner Dikmen (* 1. September 1993 in Ankara) ist ein türkischer Fußballspieler.

## Karriere
Dikmen kam in Altındağ, einem Stadtteil Ankaras auf die Welt und begann hier mit dem Vereinsfußball in der Jugend von Gençlerbirliği Ankara. Zur Saison 2013/14 wurde er an die Nachwuchsabteilung des Zweitvereins Gençlerbirliğis, an die Nachwuchsabteilung des Erstligisten Gençlerbirliği OFTAŞ abgegeben. 2011 kehrte er von der Nachwuchsabteilung dieses Vereins, welcher sich im Sommer 2008 in Hacettepe SK umbenannte, wieder in den Nachwuchs Gençlerbirliği Ankaras zurück.
Bereits ein Jahr nach der Rückkehr zu Gençlerbirliği Ankara wurde er erneut an Hacettepe abgegeben. Hier erhielt er dieses Mal einen Profivertrag und wurde Teil der Profimannschaft. Sein Profidebüt gab er am 8. September 2012 in der Viertligapartie gegen İskenderunspor 1967. In der Saison 2013/14 erreichte er mit seinem Verein den Play-off-Sieg der TFF 3. Lig und Aufstieg in die TFF 2. Lig.
Für die Saison 2016/17 wurde er zusammen mit weiteren Teamkollegen an den Zweitligisten Göztepe Izmir ausgeliehen. Mit diesem Verein beendete er die Saison als Play-off-Sieger und schaffte so den Aufstieg in die Süper Lig.
Im Sommer 2017 wechselte er zwar erst zu Gençlerbirliği Ankara, wurde aber für die Saison 2017/18 an Hacettepe SK ausgeliehen.

## Erfolge
Mit Hacettepe SK
- Play-off-Sieger der TFF 3. Lig und Aufstieg in die TFF 2. Lig: 2013/14

Mit Göztepe Izmir
- Play-off-Sieger der TFF 1. Lig und Aufstieg in die Süper Lig: 2016/17